# Filippinerne
Filippinerne, officielt Republikken Filippinerne (Filippinsk: Repúbliká ng̃ Pilipinas) (engelsk: Republic of the Philippines), er en østat i Asien, samt medlem af ASEAN. Landet var under spansk herredømme 333 år, i perioden 1565 – 1898, derefter under US-amerikansk herredømme i 48 år, indtil 1946. Det er sammen med Østtimor og Sydkorea et af de tre asiatiske lande, som har kristendom som dominerende religion. Sammen med den spanske og US-amerikanske indflydelse har dette gjort Filippinerne til et af Asiens mest vestligt orienterede lande.

## Historie
Fund af menneskelige fossiler viser, at Filippinerne har været beboet i flere tusinde år. Den oprindelige befolkning, som kaldes Negritos eller Aetas, ser ud til at have krydset præhistoriske landbroer og derefter bosat sig i skovområderne. Omkring det 11. århundrede begyndte nye befolkningsgrupper at komme til fra Malaysia, Indonesien, Indokina og Taiwan. Den oprindelige befolkning blev presset ind i det indre af landet eller absorberet gennem blandingsægteskaber.
Kinesiske og sydøstasiatiske handelsmænd kom til øerne i det 8. århundrede. Muslimske handelsmænd kom til Mindanao i det 14. århundrede, og denne region er fortsat den del af Filippinerne, som har den højeste andel af muslimer. De første europæere på Filippinerne kom sammen med portugiseren Ferdinand Magellan, der var leder af en spansk opdagelsesekspedition i 1521, og øerne fik senere deres navn til ære for kronprins Filip, den senere Filip 2. af Spanien. Rajaher fra Brunei havde i mellemtiden taget kontrol over landet så langt nordpå som Manila, men de fleste af øerne havde i det store og hele selvstyre.
Spanien erklærede øerne for spansk koloni i 1565. Da den spanske conquistador Miguel López de Legaspi erobrede Manila fra Brunei i 1571, blev denne by siden hen Filippinernes hovedstad.
Katolicismen blev hurtigt og uden større modstand indført i størsteparten af de centrale og de nordlige områder. Men fra muslimerne på Mindanao og blandt nogle stammer i højlandet på Luzon var der modstand. I århundreder hærgede også sørøvere fra Mindanao, Brunei, kaldet moros efter det spanske ord for maurerne i Nordafrika, langs kysterne særlig i øgruppen Visayas, og tog også slaver dér. I de følgende tre århundreder brød der stadig oprør ud mod den spanske kolonimagt, især blandt kystbefolkningen.
I det 18. århundrede blomstrede Manilas handel med omverdenen op. Manila-galeoner sejlede årligt mellem Manila og Acapulco i Nyspanien. Filippinerne blev styret fra Nyspanien, men i 1781 erklærede guvernøren José Basco y Vargas Filippinerne for uafhængig af Nyspanien, og landet blev til en separat spansk koloni.

### Udenlandsk besættelse
I 1821 blev Filippinerne en spansk provins. En ny filippinsk middelklasse, kaldet ilustrados, opstod i den 19. århundrede med nationalistiske ambitioner. Den bestod af indfødte filippinere, filippinsk-fødte spaniere og kreoler, spanske mestizos og kinesiske mestizos. Dette skulle føre til enden for det spanske herredømme, da en uafhængighedsbevægelse opstod og fik stor tilslutning. I 1896 startede det hemmelige forbund Katipunan den filippinske revolution. Nogle måneder efter blev José Rizal, den førende talsmand for uafhængighed, henrettet for undergravende virksomhed.
I 1897 lykkedes det næsten Katipunan at tvinge Spanien til at opgive Filippinerne. Men det hele tog en ny vending, da Spanien tabte den Spansk-Amerikanske Krig og måtte sælge blandt andet Filippinerne til USA. Imens havde Filippinerne erklæret sig selvstændigt, og US-amerikansk indgriben med henblik på at tage kontrol over landet førte til den Filippinske-Amerikanske Krig, som sluttede officielt 1901, men der blev ført guerillakrig frem til 1913. US-amerikanerne lovede i 1935 Filippinerne fuld uafhængighed efter en overgangsperiode som halvt uafhængigt statssamfund (dvs. selvstændigt i association med USA) på ti år. Men den japanske besættelse under 2. verdenskrig førte til, at uafhængigheden blev forsinket til 1946.
Lige efter 2. verdenskrig var Filippinerne et af de højest udviklede lande i Asien, men landet har siden været plaget af forskellige problemer. Der var korruption og uro under diktatoren Ferdinand Marcos' styre, indtil han blev styrtet i 1986. Et stadigt problem er striden mellem de muslimske separatister og den kristne majoritet, en konflikt, der hovedsagelig er af kulturel og national karakter. En anden udfordring, der konflikter med resten af verden er den manglende registrering af fødselsdage for nyfødte. Dette har medført at en række generationer ikke reelt kender til deres biologiske alder. Den filippinske regering har dog gennem et reformprogram forsøgt at komme dette problem til livs ved at stille lovkrav om korrekt fødselsdags-registrering men er endnu ikke lykkedes med programmet grundet en lav for svag grad af regeringsførelse.

### Årstal i filippinsk historie
- 1512 Portugiseren Francisco Serrao lider skibbrud under handelsrejse til Krydderøerne; han og hans mænd tager tilflugt på Mindanao og bliver de første europæere på de filippinske øer.
- 1521 (16.3.): Den portugisiske søfarer Fernão de Magalhães (Ferdinand Magellan) ankommer til Filippinerne fra øst, efter at have krydset Stillehavet. Han leder en spansk opdagelsesekspedition.
- 1564/96: Spanien koloniserer Filippinerne med undtagelse af det meste af Mindanao.
- 1762-1764: Britisk besættelse af Manila.
- 1781: Filippinerne bliver selvstændig spansk koloni, i stedet for del af den spanske koloni Ny Spanien i Amerika.
- 1892 (3.6.): Forfatteren José P. Rizal stifter den ikke-voldelige reformbevægelse La Liga Filipina.
- 1892 (7.6.): Nationalisten Andres Bonifacio stifter det hemmelige revolutionære selskab Katipunan.
- 1896-1898: Den filippinske revolution.
- 1898 (15.2.-12.8.): Den spansk-amerikanske krig, US-amerikanerne og de filippinske revolutionære samarbejder.
- 1898 (12.6.): Filippinerne erklærer sig uafhængig.
- 1898 (13.12.): USA køber Filippinerne fra Spanien.
- 1899 (23.1.): Emilio Aguinaldo Filippinernes første præsident.
- 1899-1901: Den filippinsk-amerikanske krig. Filippinsk modstand mod US-amerikansk styre nedkæmpes.
- 1935: Filippinerne får status som "Commonwealth" under USA og løfte om selvstændighed efter ti år. Manuel Quezon er den første præsident.
- 1941-1945: Under 2. verdenskrig bliver landet besat af Japan.
- 1946 (4.7.): Filippinerne uafhængig; USA giver økonomiske garantier for 28 år. Manuel Roxas er det uafhængige lands første præsident.
- 1947: USA indgår aftale med Filippinerne om militære baserettigheder i 99 år.
- 1965 (30.12.): Ferdinand Marcos bliver præsident.
- 1972: Den maoistiske undergrundsarmé "New People's Army" (NPA) grundlægges; den har ca. 85.000 mand.
- 1972 (23.9.): Marcos indfører krigstilstand.
- 1973 (17.1.): Marcos får udvidede (diktatoriske) beføjelser.
- 1973 / 1974: Intensivering af militant muslimsk separatisme på Mindanao
- 1976 (17.8.): mere end 6.000 mennesker omkommer under et jordskælv.
- 1983 (21.8.): Oppositionspolitikeren Benigno Aquino dræbes.
- 1986 (25.2.): Marcos flygter fra Filippinerne efter en folkelig opstand; oppositionslederen Corazón Aquino bliver præsident.
- 1990 (15.5.): Filippinerne opsiger baseaftalen med USA.
- 1992 (30.9.): US-Amerikanske tropper forlader landet.
- 2001 (20.1.): Gloria Macapagal-Arroyo vælges til præsident (genvælges i 2004).
- 2010 (30.6.): Benigno Simeon Cojuangco Aquino III Indsættes som præsident (erklæret vinder af valget 09.06.2010).

## Administrativ inddeling
Se hovedartikel: Filippinernes regioner
Filippinerne er inddelt i 17 regioner, inklusiv hovedstadsområdet og nogle områder med særskilt politisk-retslig status. Regionerne er igen inddelt i provinser.
- Western Visayas
- Central Visayas
- Eastern Visayas
- Ilocos Region
- Cagayan Valley
- Central Luzon
- CALABARZON
- MIMAROPA
- Bicol Region
- Cordillera Administrative Region (CAR)
- National Capital Region (NCR) (Metro Manila)
- Zamboang Peninsula
- Northern Mindanao
- Davao
- SOCCSKARGEN
- Caraga
- Autonomous Region in Muslim Mindanao

## Geografi
Uddybende artikel: Filippinernes geografi
Filippinerne består af en øgruppe på 7.107 øer med et totalt landareal på cirka 300.000 km². Øerne deles normalt ind i tre grupper: Luzon (Region I til V + NCR & CAR), Visayas (VI til VIII), og Mindanao (IX til XIII + ARMM). Landets hovedstad og vigtige havneby Manila ligger på Luzon. Manila er endvidere landets næststørste by efter Quezon City.
Det lokale klima er varmt, fugtigt og tropisk. Den gennemsnitlige årlige temperatur er på omkring 26,5° Celsius. Filippinerne har normalt tre årstider: Tag-init eller Tag-araw (den varme periode eller sommer som ligger fra marts til maj), Tag-ulan (regnsæsonen fra juni til november) og Tag-lamig (den kolde periode fra december til februar).
Hovedparten af landets bjergrige øer var tidligere dækket af tropisk regnskov og er opstået ved vulkansk aktivitet. Det højeste punkt er Mount Apo på Mindanao med sine 2.954 meter. En lang række vulkaner i landet, f.eks. Mount Pinatubo er aktive, og landet rammes derfor med mellemrum af vulkanudbrud. Tyfoner er også et naturfænomen, som Filippinerne rammes af med jævne mellemrum. Gennemsnitligt rammes landet af 19 tyfoner om året.
Havet omkring Filippinerne er en del af Koraltrekanten.